# Edward Superlak
Edward Superlak (ur. 27 marca 1953 w Zgorzelcu) – polski trener siatkówki, m.in. reprezentacji Polski seniorek (1990-1993), dydaktyk sportu.

## Życiorys
W 1977 ukończył studia na Akademii Wychowania Fizycznego we Wrocławiu, następnie pracował na tej uczelni. W 1986 obronił pracę doktorską, a od 1986 do 1996 pracował jako trener, początkowo z żeńską drużyną Gwardii Wrocław. Od grudnia 1989 do końca 1993 był trenerem reprezentacji Polski seniorek, m.in. na mistrzostwach Europy w 1991 (9. miejsce). Zrezygnował z pracy z kadrą po nieudanych kwalifikacjach do mistrzostw Europy 1993 i mistrzostw świata 1994, jesienią 1993.
Od 1994 pracował ponownie w Akademii Wychowania Fizycznego we Wrocławiu, prowadził również kolejno żeńskie drużyny Polonii Świdnica (1994/1995) i Augusto Kalisz, z którą wywalczył wicemistrzostwo Polski i Puchar Polski w 1996. Z kaliskiego klubu odszedł po rundzie jesiennej sezonu 1996/1997. Następnie poświęcił się wyłącznie pracy naukowej. Był m.in. kierownikiem Zespołu Piłki Siatkowej, następnie kierownikiem Zespołu Kształcenia Trenerów i Pracowni Modelowania Gry Zespołowej w Katedrze Zespołowych Gier Sportowych AWF. Należał do założycieli Międzynarodowego Towarzystwa Naukowego Gier Sportowych. W latach 2006–2007 był redaktorem naczelnym Biuletynu Szkoleniowego PZPS. Jest również rektorem Wyższej Szkoły Zarządzania i Coachingu we Wrocławiu.
W 2008 opublikował pracę Dyspozycje osobnicze a umiejętność działania w grze zespołowej: (na przykładzie gry w piłkę siatkową)